# Argentinomyia pollinosus
Argentinomyia pollinosus är en tvåvingeart som först beskrevs av Hull 1942.  Argentinomyia pollinosus ingår i släktet Argentinomyia och familjen blomflugor. Inga underarter finns listade i Catalogue of Life.